# يوهانس براندنبيرغ
جوهانس براندنبيرغ (بالألمانية: Johannes Brandenburg)‏ هو جندي وضابط شرطة ألماني، ولد في 28 يوليو 1910 في Aukrug ‏ في ألمانيا، وتوفي في 28 فبراير 1942 في خولم في روسيا.